# إبراهيم باشا الطويل
إبراهيم باشا الطويل  سياسي عثماني كان يشغل منصب رئيس البستانيين في الحرم السلطاني، ثم قائممقام مدينة إسطنبول. إشتهر بالصلاح ورضي عنه الخاص والعام، ثم عهد إليه بمنصب بغداد.وأصبح والياً على بغداد لمرتين، في الأولى خلفاً للوالي قره مصطفى باشا للفترة من 27 ذي القعدة 1075 ه‍، إلى شوال من نفس السنة. وفي الولاية الثانية خلفاً للوالي عمر باشا الوائلي للفترة من غرة جمادي الأولى 1092 ه‍، إلى غرة شوال 1095 ه‍. وكان إبراهيم باشا قبل ولايته الثانية قد شغل منصب (آغا الينكجرية)، ثم عهد إليه بمنصب أرزن الروم وإثر ذلك نال منصب بغداد. وجاء بعده الوالي السابق عمر باشا الوائلي للمرة الثانية. وذكر المؤرخ ياسين العمري أن ولاية إبراهيم باشا الأولى على بغداد كانت سنة (1075 ه‍/1664 م)، وولايته الثانية سنة (1091 ه‍/1680 م).
وقد جاء في مجلة لغة العرب وهو يتكلم عن كتاب تذكرة الأولياء ومراقد الأصفياء في أطراف بغداد دار السلام والمسمى جامع الأنوار في مناقب الأخيار للمؤلف مرتضى نظمي زاده وقد ترجمه للعربية عيسى البندنيجي. ان مؤلفه كتبه في بادئ الأمر مختصراً ومجملاً في زمن السلطان محمد خان العثماني للوالي ببغداد آنئذٍ وهو إبراهيم باشا الطويل (اوزون إبراهيم) سنة 1077 ه‍. وكان هذا الوالي راغباً كثيراً في تحقق الأولياء والأبرار فطلب من المؤلف ان يقوم بتأليف يوضح أحوالهم ويبين مناقبهم. ثم انه بعد ذلك ورد لبغداد والٍ آخر وهو إبراهيم باشا أيضاً فدخلها في جمادي الثانية سنة 1092 ه‍، فاستطلع هذا أيضاً أخبار الأخيار فطلب من المؤلف إكمال الكتاب المذكور.
 فنرى من هذا النص أنه يعني بان هناك إسمان لشخصين مختلفين الأول سماه إبراهيم باشا الطويل (اوزون إبراهيم) والآخر جاء بجملة (ثم انه بعد ذلك ورد لبغداد (والٍ آخر) وهو إبراهيم باشا أيضاً) فيبدو أن إبراهيم باشا الطويل غير إبراهيم باشا الآخر، وهذا يتعارض مع ما ذكرناه أعلاه من مصادر والتي تشير على إنه شخص واحد وتولى منصب بغداد لمرتين.